# قلعه قارلق
بقایای قلعه قارلق مربوط به سده‌های میانه دوران‌های تاریخی پس از اسلام است و در شهرستان بجنورد، بخش گرمخان، دهستان گرمخان، روستای قارلق واقع شده و این اثر در تاریخ ۲۷ بهمن ۱۳۸۷ با شمارهٔ ثبت ۲۴۶۶۴ به‌عنوان یکی از آثار ملی ایران به ثبت رسیده‌است.